# 테오도어 W. 헨슈
테오도어 볼프강 헨슈(Theodor Wolfgang Hänsch, 1941.10.30~)은 독일의 물리학자이다. 레이저 분광학 분야의 연구로 2005년 노벨 물리학상을 수상했다.